# تاوریچانکا
تاوریچانکا (به لاتین: Tavrichanka) یک منطقهٔ مسکونی در روسیه است که در استان آمور واقع شده‌است.